# Osztrák császári korona

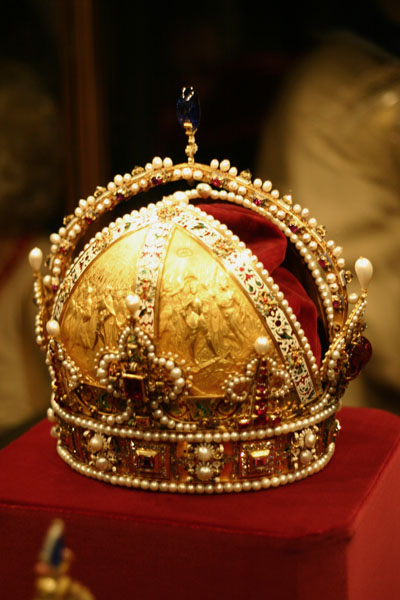
Osztrák császári korona

Az osztrák császárok koronája (németül: Österreichische Kaiserkrone vagy Krone des Kaisertums Österreich) eredetileg II. Rudolf személyes koronája volt. Tehát úgy is ismert mint II. Rudolf koronája vagy Az Osztrák császár koronája.

## Története
A német-római császár császári felségjogok miatt a császári koronát Nürnbergben őrizték és csak a koronázás alkalmával hagyhatta el a várost, ezért több császár is saját koronát készíttetett. Például a birodalmi gyűlés ("Reichstag") idején saját koronájukkal a fejükön jelentek meg. A legrégibb utalás egy privát koronáról egy kép a híres festőtől, Albrecht Dürertől I. Miksáról. A korona ábrázolása arra utal, hogy ez lehetett II. Rudolf koronájának mintája.
A császári koronát igazából sohasem használták koronázásra az osztrák császárok óta, amely szemben a Német-Római Császársággal örökletes monarchia volt a Habsburg-dinasztia uralma alatt, így a legitimizálás nem volt olyan fontos. A koronázás több volt mint a császári címbe való beiktatás aktusa.
II. Rudolf koronáját 1602-ben készítette Prágában Jan Vermeyen, a korszak egyik legkiválóbb aranyművese. A korona három részből állt. Az alkorona (Kronreif), a felső ív (Kronbügel) és a mitra (Mitra). Az utóbbi a püspöki tiarát mintázza.

## Alsó korona

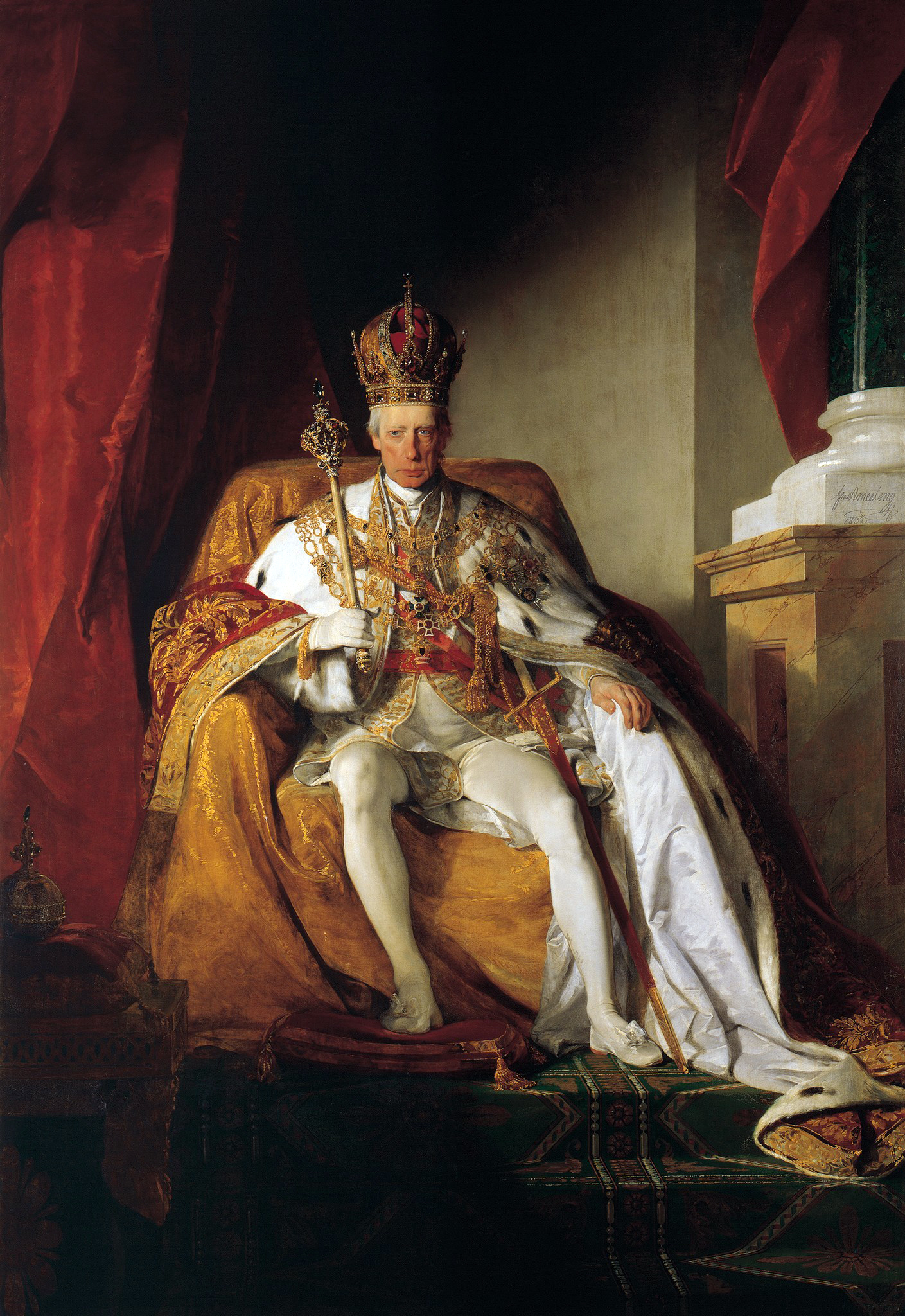
I. Ferenc császár az osztrák császári koronát viselve

Az alsó korona már önmagában egy korona volt. A felső ív és a mitra csak később került rá pluszba. Ez szimbolizálja a császári hatalmat. Nyolc liliom dísz szegélyezi, amelyeket valószínűleg a cseh Szent Vencel korona ihletett, de néha a Valois-ház fleurs-de-lis-jével hozzák összefüggésbe. A nyolcas szám a német-római császári koronából származik, melynek az alkoronája nyolc részből készült. Az alkoronán több drágakő is van. Például spinell, cirkon és gyöngy. A drágakőművesség ilyen fajtája abban a korban igen modern technológia volt.

## Mitra
A mitra jelképezi a császár vallás iránti elhivatottságát és spirituális pozícióját. A koronázás során szimbolikusan diakónussá is szentelték. A mitra aranyból készült lakkozással amely madarakat és virágokat mintáz. A mitrát négy részre osztják, melyek II. Rudolf erényeit jelképezik. Az első rész térdelve ábrázolja őt, amint átveszi a német-római császári koronát Regensburgban mint császár. A második úgy ábrázolja, amint a koronázási dombon lovagol Pozsonyban magyar királlyá való koronázásakor. A harmadik rész cseh királlyá való koronázását mutatja Prágában. A negyedik rész pedig allegorikus győzelmét festi le a hódító Oszmán Birodalom felett, amely történelmileg nem teljesen helyes. A felső íven latinul a következő felirat olvasható: RVDOLPHVS II ROM(ANORVM) IMP(ERATOR) AVGVSTUS HVNG(ARIAE) ET BOH(EMIAE) REX CONSTRVXIT MDCII (Készült II. Rudolf dicsőséges [német-]római császárnak, Magyarország és Csehország királyának 1602-ben).

## Felső ív

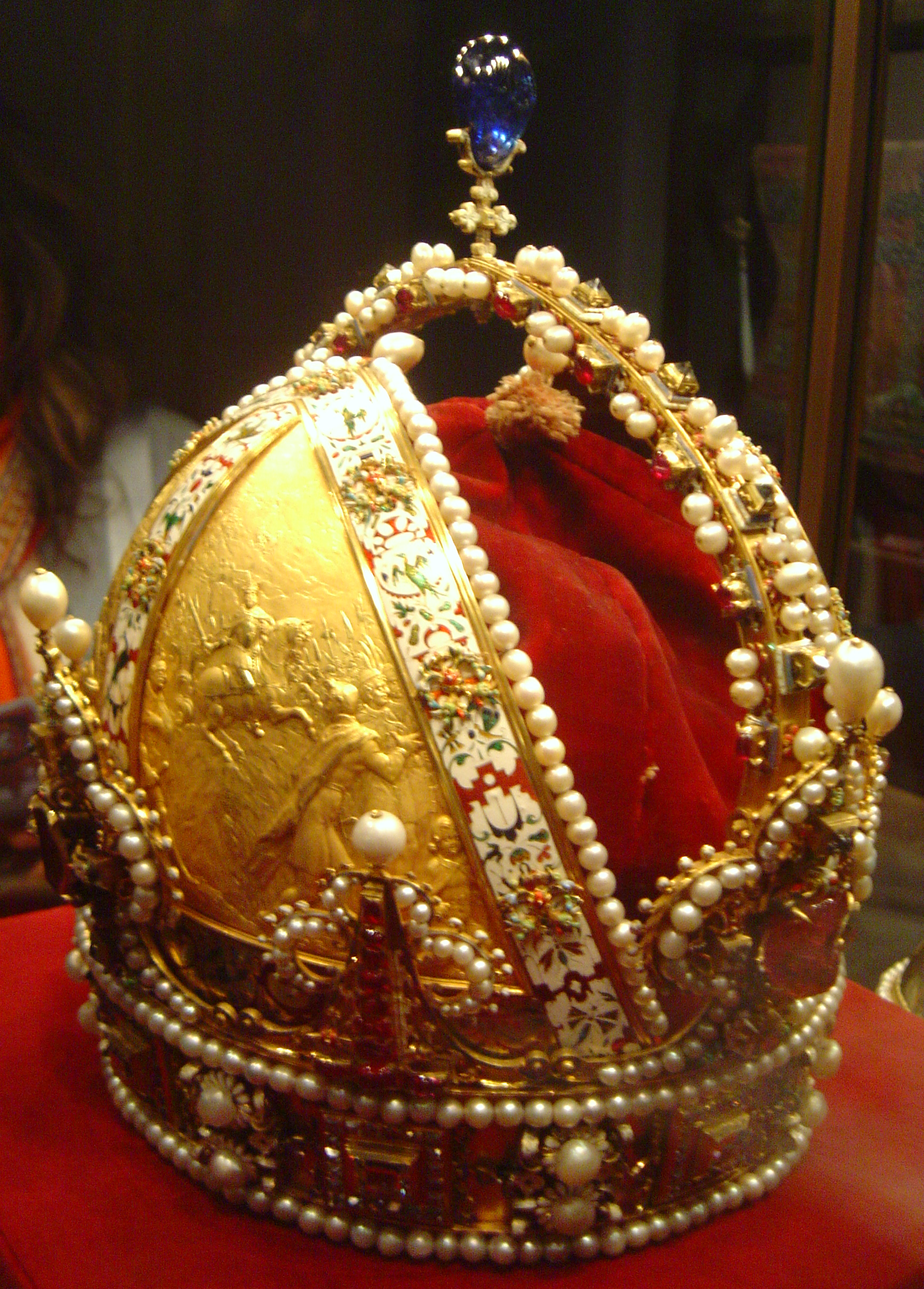
A császári korona egy másik képe

A felső ívet nyilvánvalóan a német-római császári korona felső íve inspirálta. Az ív nyolc gyémánttal van díszítve, amelyek Jézus Krisztust szimbolizálják. A császárt elfogadják Krisztus kegyelméből való földi kormányzónak. A felső ív tetejét egy kékes-zöld smaragd díszíti, amely a mennyországot jelképezi. A smaragd nem vágott, de polarizált.

## Jogar és császári országalma

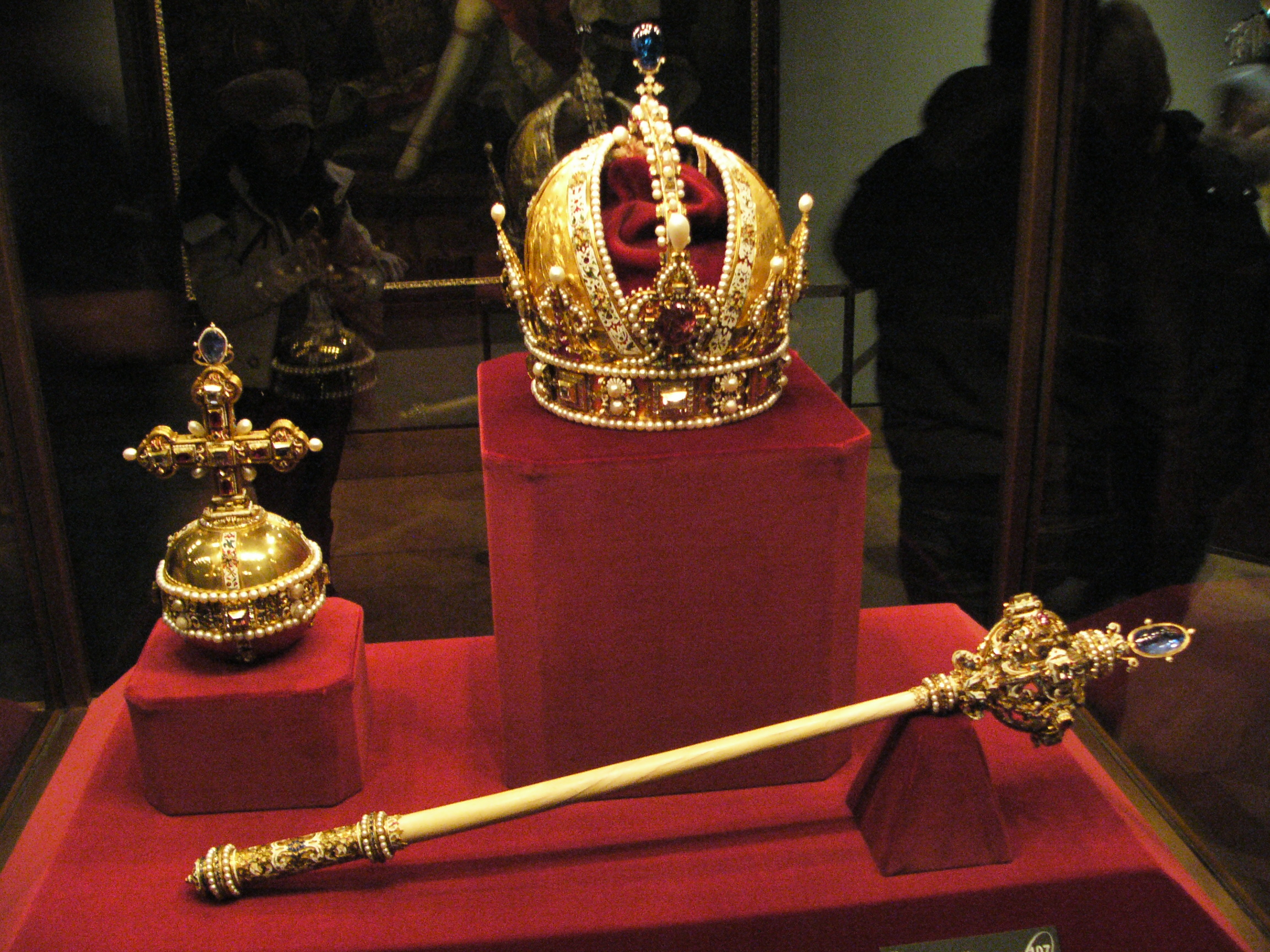
Osztrák koronázási ékszerek

A koronához tartozik még a jogar és a császári országalma is, amelyeket 1612-ben "társított össze" a koronával Rudolf bátyja és örököse, I. Mátyás. Mindkettőt Andreas Ochsenbruck készítette. Ezeket a korona inspirálta. A lakk munkája teljes egészében a korona stílusát másolja. A jogar különlegességét az adja, hogy állítólag egyszarvú szarvból készült. A jogar és az országalma is használatban volt, már az Osztrák Császárság megalakulása előtt is, valószínűleg mint cseh koronaékszerek és örökletes osztrák főhercegi jelképek (Erbhuldigung).
A korona, a jogar és az országalma is a Schatzkammer császári kincstárában van a Hofburgban, Bécsben.

## Más használatok
- Számos sörgyár használja a császári koronát a logójában. Például a Krušovice Királyi Sörfőzde (csehül: Královský Pivovar Krušovice) Csehországban.

- Néhány város címere is ábrázolja a császári koronát. Amszterdam címerében is szerepel I. Miksa 1489-es megkoronázásának emlékére.

## Külső hivatkozások
- A korona rövid leírása a bécsi Kunsthistorisches Museum honlapján (angol)

## Lásd még
- Osztrák főhercegi korona
- Osztrák koronázási ékszerek